# Kathleen McKane Godfree
Kathleen McKane Godfree (Londres, 7 de maio de 1896 — 19 de junho de 1992) foi uma tenista e jogadora de badminton inglesa. Venceu em 1924 e 1926 o torneio de tênis de Wimbledon na categoria feminina individual e, nos mesmos anos, ganhou junto com John Gilbert e Leslie Godfree na categoria dupla mista.
Nos Jogos Olímpicos de Verão de 1920 e 1924, agregou cinco medalhas, sendo que conquistou três delas em três categorias de 1920 e as outras duas em duas categorias de 1924. Em 1978, incluíram-na na International Tennis Hall of Fame.
Em 1924 e 1925, venceu o torneio All England Open Badminton Championships, sediado em Birmingham, em uma categoria mista com Frank Devlin. Ainda, em 1920, 1921, 1922 e 1924 ganhou as categorias individuas e em 1921 e 1924, as duplas femininas.

## Grand Slam finais

### Simples: 5 (2 títulos, 3 vices)
| Resultado | Ano  | Torneio       | Oponente          | Placar        |
| Vice      | 1923 | Wimbledon     | Suzanne Lenglen   | 2–6, 2–6      |
| Campeã    | 1924 | Wimbledon     | Helen Wills Moody | 4–6, 6–4, 6–4 |
| Vice      | 1925 | Roland Garros | Suzanne Lenglen   | 1–6, 2–6      |
| Vice      | 1925 | US Open       | Helen Wills Moody | 6–3, 0–6, 2–6 |
| Campeã    | 1926 | Wimbledon     | Lilí de Álvarez   | 6–2, 4–6, 6–3 |

### Duplas: 6 (2 títulos, 4 vices)
| Resultado | Ano  | Torneio       | Parceira          | Oponentes                          | Placar         |
| Vice      | 1922 | Wimbledon     | Margaret McKane   | Suzanne Lenglen Elizabeth Ryan     | 0–6, 4–6       |
| Campeã    | 1923 | US Open       | Phyllis Howkins   | Hazel Hotchkiss Eleanor Goss       | 2–6, 6–2, 6–1  |
| Vice      | 1924 | Wimbledon     | Phyllis Howkins   | Hazel Hotchkiss Helen Wills        | 4–6, 4–6       |
| Vice      | 1925 | Roland Garros | Evelyn Colyer     | Suzanne Lenglen Julie Vlasto       | 1–6, 11–9, 2–6 |
| Vice      | 1926 | Roland Garros | Evelyn Colyer     | Suzanne Lenglen Julie Vlasto       | 1–6, 1–6       |
| Vice      | 1926 | Wimbledon     | Evelyn Colyer     | Mary Kendall Browne Elizabeth Ryan | 1–6, 1–6       |
| Campeã    | 1927 | US Open       | Ermyntrude Harvey | Betty Nuthall Joan Fry             | 6–1, 4–6, 6–4  |

### Duplas Mistas: 5 (3 títulos, 2 vices)
| Resultado | Ano  | Torneio   | Parceira       | Oponentes                          | Placar         |
| Vice      | 1923 | US Open   | John Hawkes    | Molla Mallory Bill Tilden          | 3–6, 6–2, 8–10 |
| Campeã    | 1924 | Wimbledon | John Gilbert   | Dorothy Shepherd Leslie Godfree    | 6–3, 3–6, 6–3  |
| Campeã    | 1925 | US Open   | John Hawkes    | Ermyntrude Harvey Vincent Richards | 6–2, 6–4       |
| Campeã    | 1926 | Wimbledon | Leslie Godfree | Mary Kendall Browne Howard Kinsey  | 6–3, 6–4       |
| Vice      | 1927 | Wimbledon | Leslie Godfree | Elizabeth Ryan Francis Hunter      | 6–8, 0–6       |